# Republica Socialistă Croația
Republica Socialistă Croația (deseori abreviat R.S. Croația; croată: Socijalistička Republika Hrvatska, SR Hrvatska) a fost un stat socialist și țară constituțională suverană în Republica Socialistă Federativă Iugoslavia. Este predecesorul actualei Republici Croația. A constituit o parte din Republica Federativă Iugoslavia în 1943. În 1990, statul a suferit reforme adoptând un sistem format din mai multe partide și o economie de piață liberă.